# Internationale Marinekonferenz
Die Internationale Marinekonferenz, auch Seekonferenz von Washington war eine internationale Konferenz, die von Oktober bis Dezember 1889 in Washington, D.C. abgehalten und auf der über die Sicherheit im Seewesen, insbesondere eine international einheitliche Lichterführung beraten wurde, um Havarien zu verhindern.

## Historische Entwicklung
Das älteste bekannte Gesetz, das Seeverkehrsvorschriften enthielt, ist das Rhodische Seegesetz, das um das Jahr 740 durch den byzantinischen Kaiser Leo Isaurus bzw. seinen Sohn Constantinus erlassen wurde. Es enthielt die ersten historisch nachweisbaren Regeln eines „Seestraßenrechtes,“ indem es für die Kennzeichnung von vor Anker liegenden Schiffen bei Nacht ein weißes Licht vorschrieb.
Die „Statuten von Riga“ aus dem Jahre 1270 schrieben nachts das Aufstellen einer brennenden Laterne auf fahrenden Schiffen vor, ähnlich auch das Gesetz des Dänenkönigs Christian V. von 1693.
In weiterer Folge erließen einzelne Küstenstaaten jeweils eigene Regelungen für den Schiffsverkehr auf ihren Küstengewässern und Flüssen.
1852 führten Frankreich, Österreich-Ungarn, von den deutschen Ländern Hamburg, Bremen, Lübeck, Oldenburg, Preußen, Hannover und Mecklenburg-Schwerin erstmals länderübergreifend eine „Einheitliche Lichterführung“ ein.
1863 ergriff England in Zusammenarbeit mit der französischen Regierung die Initiative zu einer internationalen Regelung und unterbreitete einen Gesetzentwurf für ein allgemeingültiges Seestraßenrecht. Dieser wurde von Frankreich, Preußen, Hamburg, Lübeck, Hannover, Oldenburg, Mecklenburg-Schwerin ferner Österreich-Ungarn, Dänemark, Russland, Schweden, Norwegen, die Niederlande, Belgien, Italien, Spanien, Portugal und den USA übernommen.
Als die Segelschifffahrt zunehmend durch die wesentlich schnellere Dampfschifffahrt verdrängt wurde und der Weltschiffsverkehr insgesamt stark zunahm, ergaben sich im Laufe der 1880er Jahre noch manche Mängel und Lücken in der internationalen Verordnung, deren Beseitigung sich die von 27 Seestaaten beschickte Washingtoner Konferenz von 1889 zur Aufgabe machte. Delegierter der deutschen Kriegsmarine war beispielsweise Adolf Mensing. Das Ergebnis war eine von allen interessierten Staaten angenommene verbesserte Seestraßenordnung. Deutschland setzte sie als Verordnung zur Verhütung des Zusammenstoßens der Schiffe auf See vom 9. Mai 1897 und als Verordnung betreffend die Lichter- und Signalführung der Fischereifahrzeuge und der Lotsendampffahrzeuge vom 10. Mai 1897 in Kraft.
1929 kam das erste Internationale Übereinkommen zum Schutze des menschlichen Lebens
auf See (Schiffssicherheitsvertrag) zustande,
Seit 1972 gibt es die „Internationalen Regeln zur Verhütung von Zusammenstößen auf See“ (Kollisionsverhütungsregeln).
§ 3 der deutschen Seeschifffahrtsstraßen-Ordnung von 6. Mai 1952 (SeeSchStrO) enthält Grundregeln für das Verhalten auf deutschen Seeschifffahrtsstraßen, § 37 SeeSchStrO regelt das Verhalten bei Schiffsunfällen und bei Verlust von Gegenständen.